# Huerta (Salamanca)
Huerta es un municipio y localidad española de la provincia de Salamanca, en la comunidad autónoma de Castilla y León. Se integra dentro de la comarca de Las Villas. Pertenece al partido judicial de Peñaranda y a la Mancomunidad Zona de Cantalapiedra y Las Villas.
Su término municipal está formado por un solo núcleo de población, ocupa una superficie total de 14,20 km² y según los datos demográficos recogidos en el padrón municipal elaborado por el INE en el año 2017, cuenta con una población de 298 habitantes (168 hombres y 137 mujeres).
Se sitúa a orillas del Tormes, río que a su paso por el municipio gira bruscamente hacia el oeste formando el conocido como codo del Tormes. Limita con los municipios de Babilafuente, Cordovilla, Encinas de Abajo, Villagonzalo de Tormes, Calvarrasa de Abajo y Aldearrubia.

## Historia

### Prehistoria
Los primeros indicios de presencia humana en el entorno de Huerta se remontan al Paleolítico inferior. Pero aunque son varios los yacimientos de este periodo en el tramo medio del Tormes, en el término de Huerta únicamente han aparecido algunas piezas aisladas.
De la Edad del Bronce es el yacimiento de Las Cañadas, en el que se han recogido, entre otros materiales, algunas hachas pulimentadas. También en el término municipal de Huerta, hacia el sur, se ha excavado el campo de hoyos de La Aceña, que ocupa unas tres hectáreas, y en el cual se observan diversos hoyos circulares que probablemente sirvieron de graneros. Allí se hallaron cerámicas que lo vinculan con la cultura de Cogotas I.

### Época romana
En el entorno más próximo se localizan los restos de algunas villae tardorromanas, como las de la Aceña de la Fuente (San Morales), Castañeda de Tormes o Aldealengua. Dentro del término de Huerta, existe un yacimiento romano en Los Bebederos, donde se ha encontrado una importante cantidad de materiales, al igual que en La Piñuela (Encinas de Abajo) o Bebimbre (Garcihernández). Resultan de gran interés los fragmentos cerámicos con decoración a molde recogidos en Los Bebederos, cuyos motivos, de tema bíblico, representan escenas del Génesis. Estas cerámicas, fabricadas en el norte de África, son poco frecuentes en la meseta, así que su presencia en Huerta puede ponerse en relación con el tráfico de la Vía de la Plata.

### Edad Media

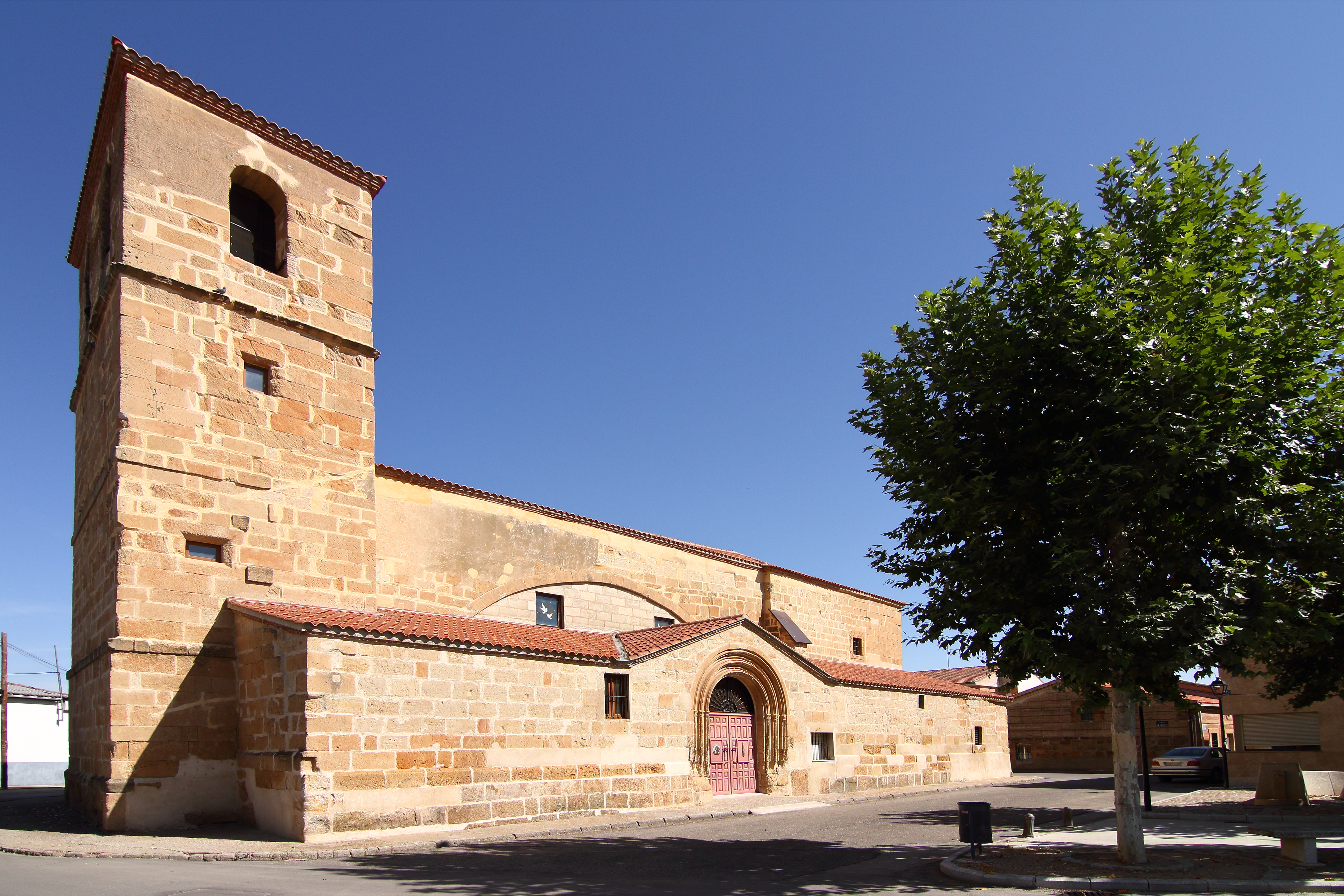
Iglesia de San Bartolomé.

Se han encontrado en término de Huerta algunas pizarras grabadas de época visigoda, las cuales podrían datarse entre los siglos V y VIII. Y aunque los hallazgos se han producido también en otros puntos del tramo medio del río Tormes, como en El Cenizal (San Morales) o El Soto (Calvarrasa de Abajo), son especialmente numerosos los de Los Bebederos, en Huerta. Han sido decenas las piezas recogidas allí, principalmente de carácter textual, aunque también se encontró una que presenta el dibujo de lo que parece ser un edificio religioso.
En lo que respecta al actual poblamiento de Huerta, probablemente se remonte a finales del siglo XI o comienzos del XII, cuando se llevó a cabo la definitiva repoblación de la actual provincia salmantina por parte de los reyes leoneses, quedando Huerta integrado en el cuarto de Villoria de la jurisdicción de Salamanca, dentro del Reino de León, denominándose ya entonces "Huerta". El nombre de Huerta aparece documentado por primera vez hacia los años 1163 o 1164, pues se menciona en el testamento otorgado por don Vela, un canónigo de la catedral de Salamanca. Don Vela fue el primer propietario conocido de la incipiente aldea de Huerta, y fue un personaje estrechamente vinculado a las Órdenes militares, las cuales resultaron beneficiadas en su testamento: 

Ad Sepulcrum Domini et ad Ospitalem Iherusalem mando meas casas et tota mea aldeia de Orta .

A mediados del siglo XIV, el principal hacendado en Huerta era el arcediano de Toro, don Diego Arias Maldonado, que tenía propiedades en el pueblo y en sus términos, aunque en la década de 1350 Diego Arias cayó en desgracia ante el rey de Castilla y León, Pedro I "el Cruel", el cual le despojó de sus bienes y terminó ejecutándolo en 1360. Dichas propiedades pasarían a manos del judío don Zulema, que poco después las vendió en almoneda pública a Juan Rodríguez de las Varillas.

### Edad Moderna

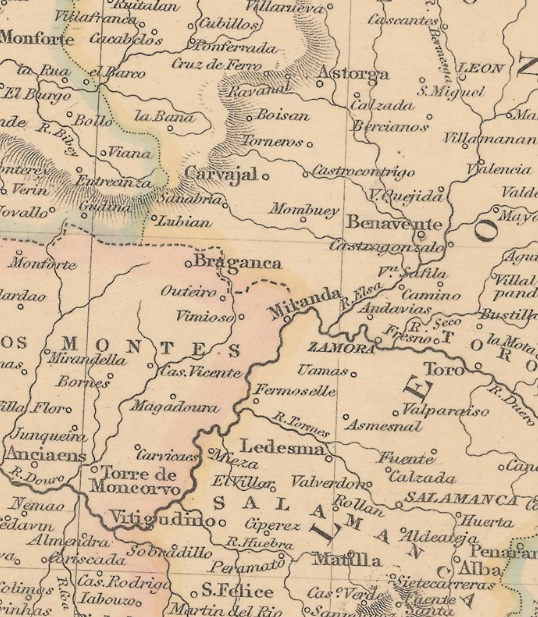
Detalle del mapa "Spain and Portugal" realizado por John Betts en 1838, en el que se puede apreciar Huerta.

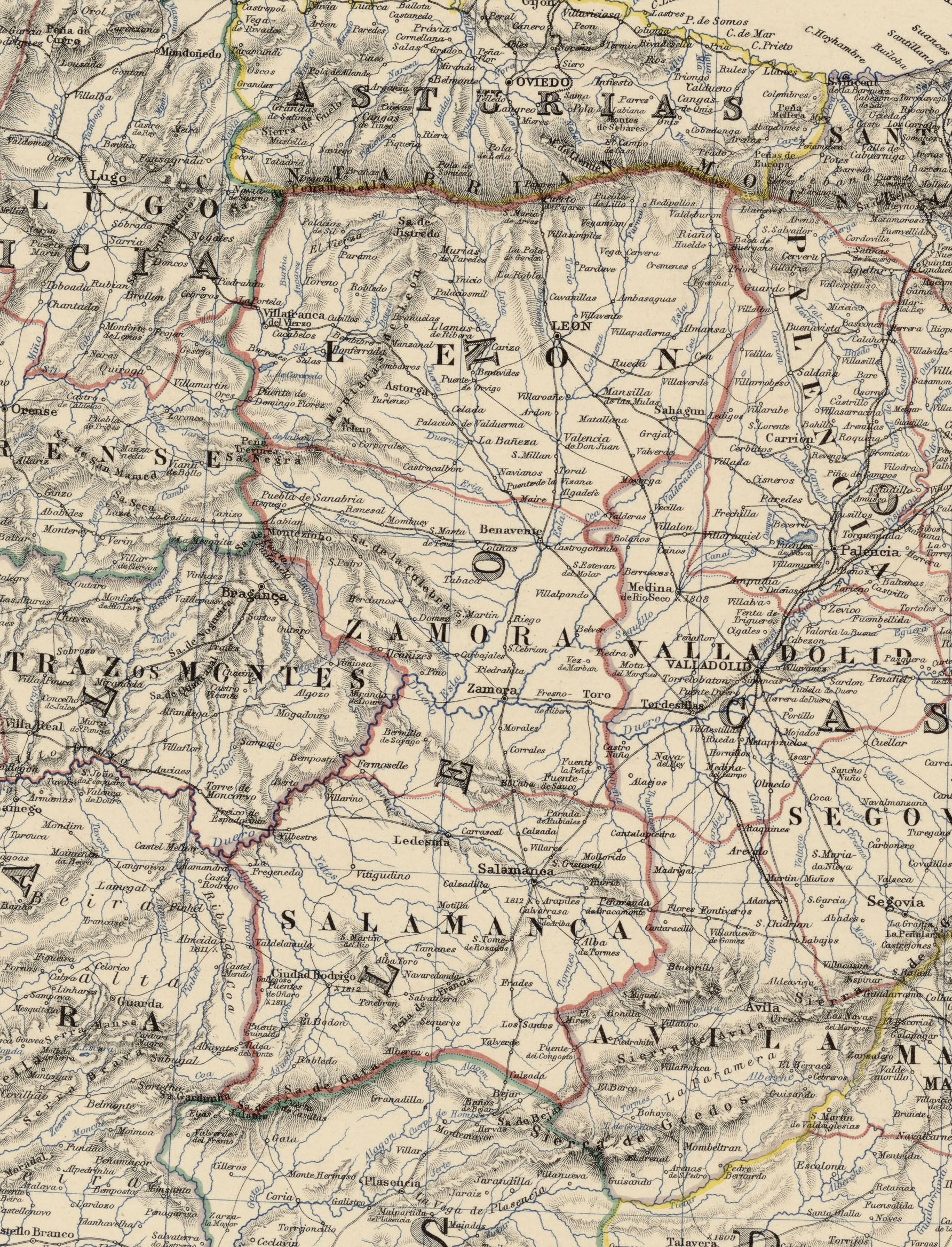
Detalle del mapa Spain & Portugal, realizado en 1864 por Keith Johnston, en el que se puede observar Huerta.

Huerta experimentó entre los siglos XV y XVII un proceso de señorialización que culminaría con la venta del lugar y su jurisdicción. El doctor Rodrigo Maldonado de Talavera compró a Pedro de Acevedo en 1499 la heredad de Huerta, la cual terminaría heredando su nieto Pedro Maldonado Pimentel, pero éste fue condenado y ejecutado en 1522 por su participación en la Guerra de las Comunidades, así que el lugar pasó entonces a manos de Alonso de Acevedo y Zúñiga, conde de Monterrey. Después de varios años de oposición por parte de los vecinos, que no dudaron en enfrentarse al conde judicialmente, Huerta terminaría perdiendo su condición de realengo y se convirtió en una villa perteneciente al señorío de Monterrey en el año 1628.
Durante el siglo XVI Huerta vivió su época de mayor desarrollo económico y demográfico, debido sobre todo a la riqueza agrícola y la pujanza de varias aceñas o molinos harineros que surgieron en su término, al paso del río Tormes. En esta época se hallan documentadas la Aceña de Huerta, que aún hoy subsiste, la aceña de La Piñuela, en dirección a Encinas de Abajo, y la aceña de San Bricio, ya cerca del término de Aldearrubia. Además, Huerta se situaba junto a la calzada que unía Salamanca y Madrid, lo cual favoreció la creación de varios mesones para atender a los viajeros. Aún hoy queda testimonio de ello en el nombre de la principal calle del pueblo, la calle de Los Mesones.
A lo largo del siglo XVII, sin embargo, Huerta experimentó una progresiva decadencia. Pudo deberse a la crisis general que atravesaban los territorios de la Meseta Central, pero sobre todo a las catastróficas consecuencias de la riada de San Policarpo, ocurrida en 1626, que destruyó Huerta casi totalmente.

### Edad Contemporánea
Durante la Guerra de la Independencia, Huerta se convirtió en un lugar estratégico y escenario de algunos hechos bélicos, debido sobre todo a su cercanía a Salamanca y su posición junto al río Tormes. En el contexto de la Batalla de los Arapiles, en 1812, el pueblo hubo de sufrir los estragos del ejército enemigo.
Después de la guerra, con la abolición de los señoríos, Huerta se vería afectada por un nuevo ordenamiento jurisdiccional. Dejó de ser parte del condado de Monterrey, que desde el siglo XVIII lo había ostentado la casa de Alba, y quedó constituido el actual municipio. Con el ordenamiento de Javier de Burgos de 1833, Huerta quedaría inscrita en la provincia de Salamanca, dentro de la Región Leonesa, pasando a formar parte del partido judicial de Peñaranda de Bracamonte.
Desde el punto de vista económico y demográfico, la recuperación de Huerta será lenta a lo largo del siglo XIX. Desde mediados del siglo XX, sin embargo, se producirá un paulatino despoblamiento del municipio, aunque contenido en las últimas décadas gracias sobre todo a la actividad agrícola impulsada por el regadío.

## Geografía humana

### Demografía
Cuenta con una población de 285 habitantes (INE 2024).

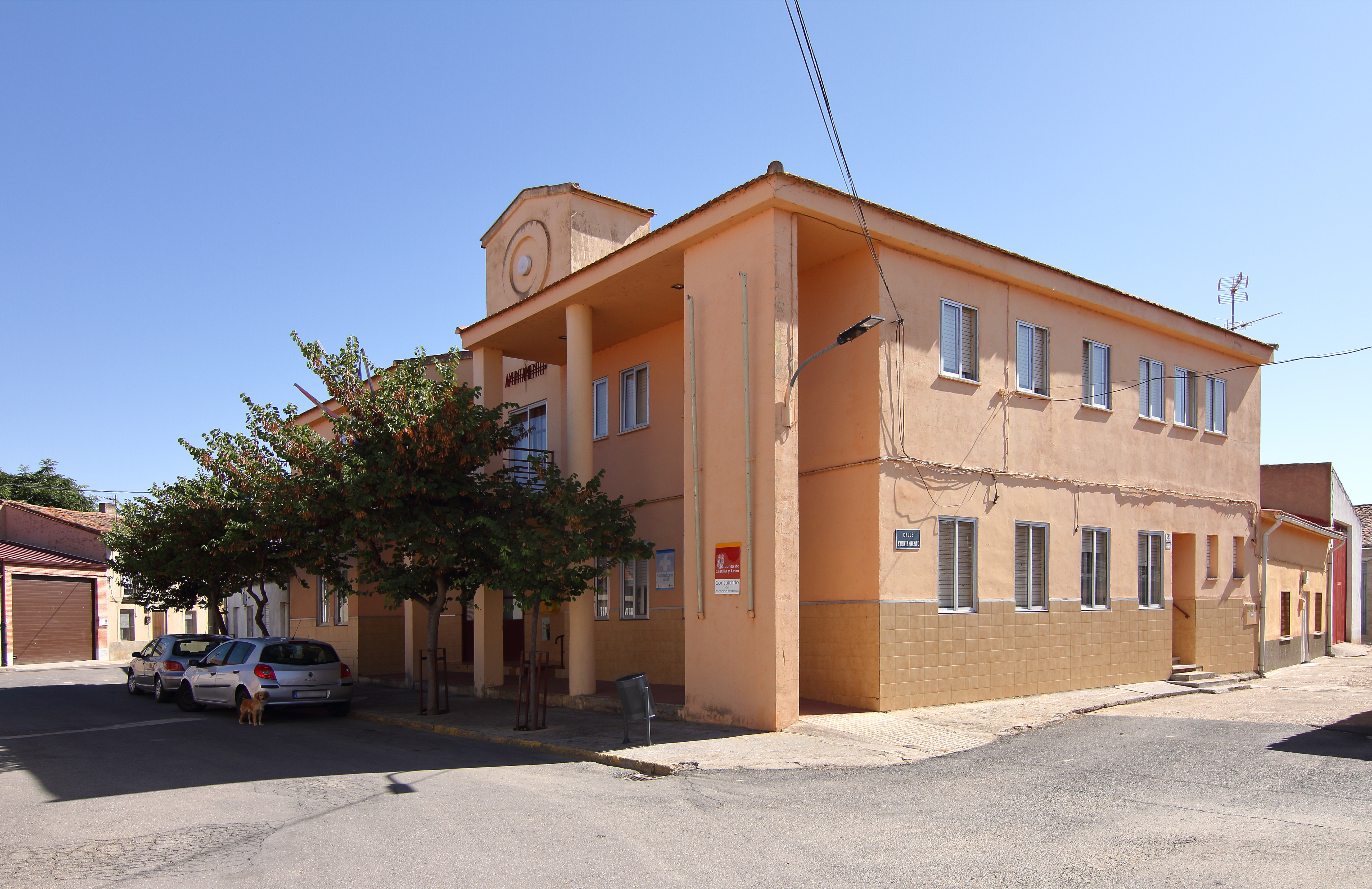
Casa consistorial.

| Gráfica de evolución demográfica de Huerta entre 1842 y 2021                                                          |
| |
| Población de derecho según los censos de población del INE. Población de hecho según los censos de población del INE. |

## Administración y política
| Partido político                         | 2019  | 2019  | 2019       | 2015  | 2015  | 2015       | 2011  | 2011  | 2011       | 2007  | 2007  | 2007       | 2003  | 2003  | 2003       |
| Partido político                         | %     | Votos | Concejales | %     | Votos | Concejales | %     | Votos | Concejales | %     | Votos | Concejales | %     | Votos | Concejales |
| Partido Socialista Obrero Español (PSOE) | 61,50 | 123   | 4          | 46,57 | 95    | 3          | 58,90 | 129   | 4          | 55,70 | 127   | 4          | 62,62 | 134   | 5          |
| Partido Popular (PP)                     | 38,00 | 76    | 3          | 50,49 | 103   | 4          | 36,99 | 81    | 3          | 38,16 | 87    | 3          | 35,51 | 76    | 2          |
| Unión del Pueblo Salmantino (UPSa)       | —     | —     | —          | —     | —     | —          | —     | —     | —          | 5,26  | 12    | 0          | —     | —     | —          |